# Glikolonitril
Glikolonitril (hidroksiacetonitril, formaldehid cijanohidrin) je organsko jedinjenje sa formulom . On je najjednostavniji cijanohidrin. On je izveden iz formaldehida. Glikolonitril se brzo razlaže do formaldehida i cijanovodonoka, te je klasifikovan kao veoma hazardna supstanca.

## Sinteza
Glikolonitril se može sintetisati reakcijom formaldehida sa cijanovodonikom pod kiselim uslovima. Ova reakcija se odvija spontano, čak i u prisustvu vode.

## Osobine

### Hemijske osobine
Glikolonitril se polimeriše pod alkalnim uslovima, iznad  7.0. Mogući mehanizam polimerizacije je:
Proizvod polimerizacije je amin sa baznim karakterom, te je reakcija samostalno katalisana, i ubrzava se sa tokom konverzije.